# Ronnie Verrell
Ronald "Ronnie" Thomas Verrell (Rochester (Kent), 21 februari 1926 – Kingston upon Thames, 22 februari 2002) was een Brits slagwerker.
Al tijdens de Tweede Wereldoorlog zat hij, als oorlogsevacué in Wales in bandjes en trok nadat hij terug was in Kent door Engeland. Hij ging daarbij van orkest naar orkest: onder andere de Welsh Guardsmen, de Claude Giddins Band, The Londonaires Dance Orchestra en Cyril Stapleton. Verrell werd pas echt bekend toen hij slagwerker werd in de Ted Heath Big Band, die gedurende de jaren 1951 tot 1964 in Engeland en de Verenigde Staten toerde. 
Hierna ging hij verder als studiomuzikant en toerde in meerdere combo’s met allerlei musici, waaronder Dizzy Gillespie. Als studiomuzikant werd hij genoemd op het debuutalbum van Strawbs; echter bij track The Battle, die eigenlijk niet op het album zou verschijnen. 
Verrell werd verweten zelf geen karakteristieke stijl te hebben, vandaar dat hij grotendeels onbekend is gebleven. Ook is bij veel mensen onbekend dat hij de slagwerker was, die mede model stond voor en de slagwerkpartijen van Animal in de Muppet Show.
Hij speelde nog in het Syd Lawrence Orchestra, een orkest dat de muziek van Glenn Miller levend probeerde te houden. In combo’s trad hij op met bijvoorbeeld Dave Shepherd. Verrell was de oom van jazz-zangeres Naomi.